# Synagoga w Tomaszowie Lubelskim (ul. Bożnicza)
Synagoga w Tomaszowie Lubelskim – synagoga znajdująca się w Tomaszowie Lubelskim, na rogu ulicy Bożniczej (obecnie Andersa) i ulicy Traugutta, niedaleko głównej synagogi.
Synagoga została zbudowana najprawdopodobniej w XVIII wieku. Obok bożnicy mieściły się również pomieszczenia szkoły talmudycznej. We wrześniu 1939 roku Niemcy zdewastowali synagogę.